# Florjan Lipuš
Florjan Lipuš, né le 4 mai 1937 à Lobnig au nord de la commune d'Eisenkappel-Vellach, en Autriche, est un écrivain et traducteur slovène de Carinthie. Depuis 1985, il est membre correspondant de l'Académie slovène des sciences et des arts.

## Œuvres (sélection)
- Črtice mimogrede (1964)
- Zmote dijaka Tjaža (1972), roman
- Odstranitev moje vasi (1983), roman
- Jalov pelin (1985), roman
- Prošnji dan (1987), roman
- Stesnitev. Neogibni, a sumljivi opravki z zmedo (1995), roman
- Srčne pege (1991), roman
- Le Vol de Boštjans (Boštjanov let, 2003), trad. Andrée Lück Gaye et Marjeta Novak Kaizer, postface de Peter Handke,  (ISBN 979-10-954-3434-4), roman
- Mirne duše (2017)
- Gramoz (2019)

## Prix
- 2004 : Prix Prešeren
- 2011 : Prix Petrarca
- 2013 : Prix Franz-Nabl[3]

## Crédits
- (en) Cet article est partiellement ou en totalité issu de l’article de Wikipédia en anglais intitulé « Florjan Lipuš » (voir la liste des auteurs).